# Hendrik Bogaert
Hendrik Bogaert (* 30. August 1968 in Brügge) ist ein belgischer Politiker der Christen Democratisch en Vlaams (CD&V). Er ist Mitglied der föderalen Abgeordnetenkammer und übte von 2011 bis 2014 das Amt des Staatssekretärs für die Öffentliche Verwaltung und die Modernisierung des öffentlichen Dienstes in der Regierung Di Rupo aus.

## Leben
Hendrik Bogaert studierte angewandte Volkswirtschaftslehre an der Katholischen Universität Löwen (KU Leuven) und schloss 1993 mit einem Master of Business Administration (MBA) an der Harvard Business School ab. Daraufhin übernahm er die Führung des Familienbetriebs (Schokoladenherstellung).
Seine politische Laufbahn begann Bogaert bei der CD&V in der Gemeinde Jabbeke, wo er ab dem Jahr 2000 das Amt des Ersten Schöffen bekleidete. Der Sprung in die föderale Abgeordnetenkammer erfolgte nach den Föderalwahlen von 2003. Dort galt Hendrik Bogaert als einer der Haushaltsexperten seiner Partei.
Am 6. Dezember 2011 wurde der in der Zwischenzeit zum Bürgermeister von Jabbeke ernannte Bogaert als Staatssekretär für die Öffentliche Verwaltung und die Modernisierung des öffentlichen Dienstes in der Föderalregierung Di Rupo bezeichnet.
Hendrik Bogaert ist Ritter des Leopoldsordens.

## Übersicht der politischen Ämter
- 2000 – heute: Mitglied des Gemeinderats von Jabbeke
- 2000 – 2007: Erster Schöffe von Jabbeke
- 2003 – heute: Mitglied der föderalen Abgeordnetenkammer (teilweise verhindert)
- 2007 – 2010: Bürgermeister von Jabbeke
- 2011 – 2014: Föderaler Staatssekretär für die Öffentliche Verwaltung und die Modernisierung des öffentlichen Dienstes in der Regierung Di Rupo